# Maria del Pilar Tosat Martí
Maria del Pilar Tosat Martí (Barcelona, 21 de març de 1931) és una tiradora d'esgrima catalana, ja retirada.
Fou una tiradora especialitzada en floret individual que va concórrer en diferents competicions internacionals. Membre del club d'esgrima "Centro Cultural de los Ejércitos y de la Armada de Barcelona", l'any 1956 es proclamà campiona d'Espanya i de Catalunya individual. Amb la selecció catalana el 1954 aconseguí la Copa del Generalísimo, i participà en diverses competicions internacionals. Juntament amb Carme Valls fou la primera tiradora catalana que participà en uns Jocs Olímpics d'Estiu de 1960 a Roma. L'any 2007 el Consell Superior d'Esports li concedí la medalla de bronze del Reial Orde del Mèrit Esportiu.